# 亭子駅
亭子駅（チョンジャえき）は大韓民国京畿道城南市盆唐区亭子洞にある、韓国鉄道公社（KORAIL）と新盆唐線(株)の駅。

## 利用可能な鉄道路線
韓国鉄道公社
 水仁・盆唐線 - 駅番号はK230
新盆唐線(株)
 新盆唐線 - 駅番号はD12

## 歴史
- 1994年9月1日 - 鉄道庁（当時）盆唐線の水西〜梧里駅間開通と共に、同線の栢宮駅（백궁역）として開業。
- 2002年9月25日 - 所在地の栢宮洞が亭子洞への統合で廃止され、それにあわせて現在の名前に改称。
- 2005年1月1日 - 鉄道庁の改組により韓国鉄道公社(KORAIL)の駅となる。
- 2011年10月28日 - 新盆唐線の駅が開業、乗り換え駅となる。
- 2013年11月30日 - 盆唐線の急行の運行開始とともに急行停車駅になる。
- 2014年1月13日 - 盆唐線のホームにホームドア設置。
- 2016年1月30日 - 新盆唐線が光教まで延伸され途中駅となる。
- 2020年9月12日 - 水仁線の水原延伸により路線名が盆唐線から水仁・盆唐線に変更。

## 駅構造

### 韓国鉄道公社
相対式ホーム2面2線を有する地下駅。保安用にホームドアシステム（フルスクリーンタイプ）を装備する。
改札口は北側（薮内寄り）と南側（美金寄り）の2つがある。南側の改札口は上下ホーム別々に設置されており、改札内でのホーム間の移動はできない。切符売り場、化粧室は南側の改札付近にあり、ホーム階行きエレベーターも南側の改札内にある。北側の改札内には水西 - 梧里区間開通当時の資料が展示されている。
出入口は1番から4番まである。地上 - 改札階間のエレベーターは2番出入口と4番出入口付近に設置されている。 地下駐車場が併設されている。

#### のりば
| 1 | 水仁・盆唐線（下り） | 竹田・網浦・水原・仁川方面   |
| 2 | 水仁・盆唐線（上り） | 牡丹・水西・道谷・往十里方面 |

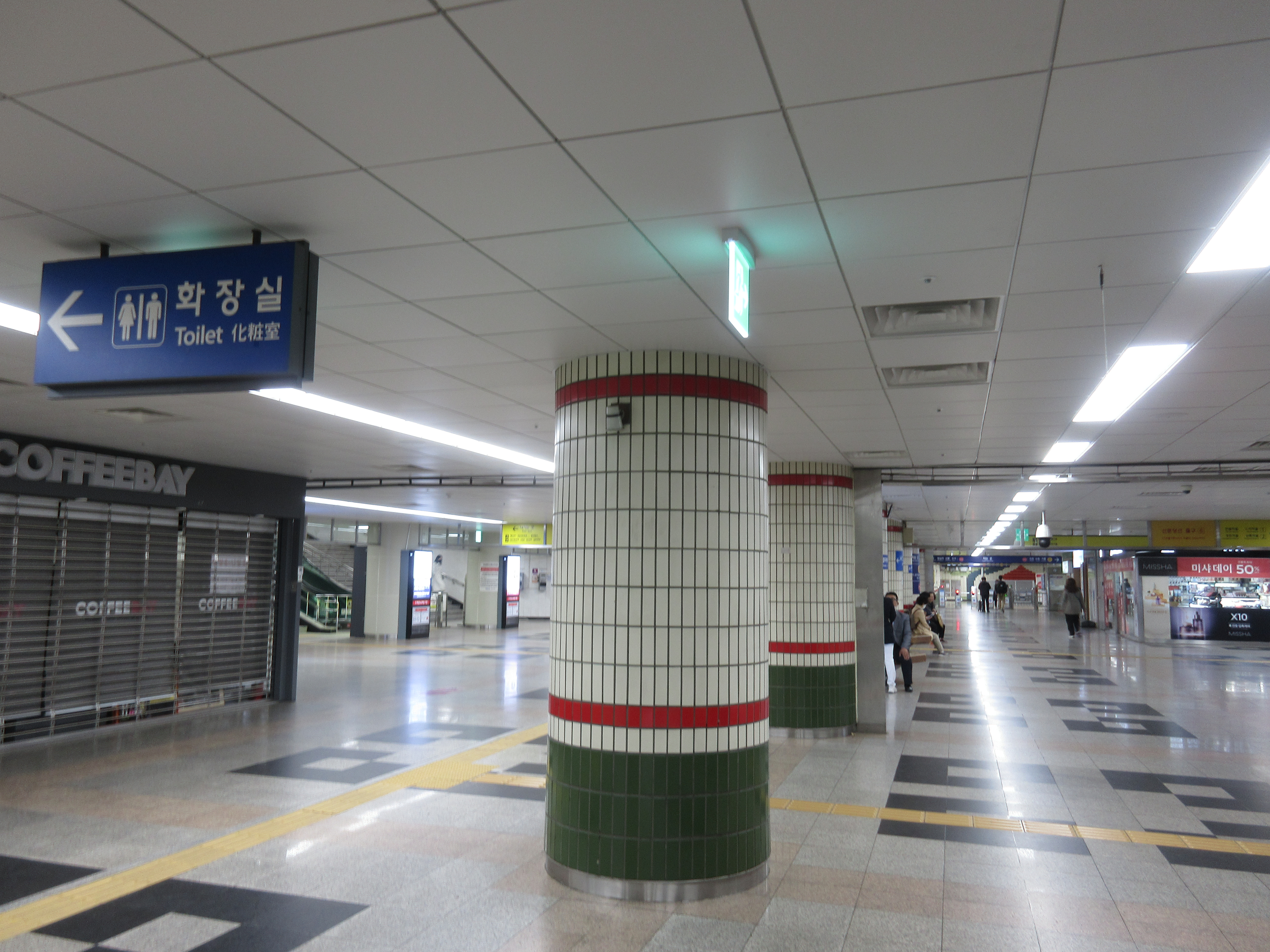
水仁・盆唐線のコンコース階（2022年4月26日）
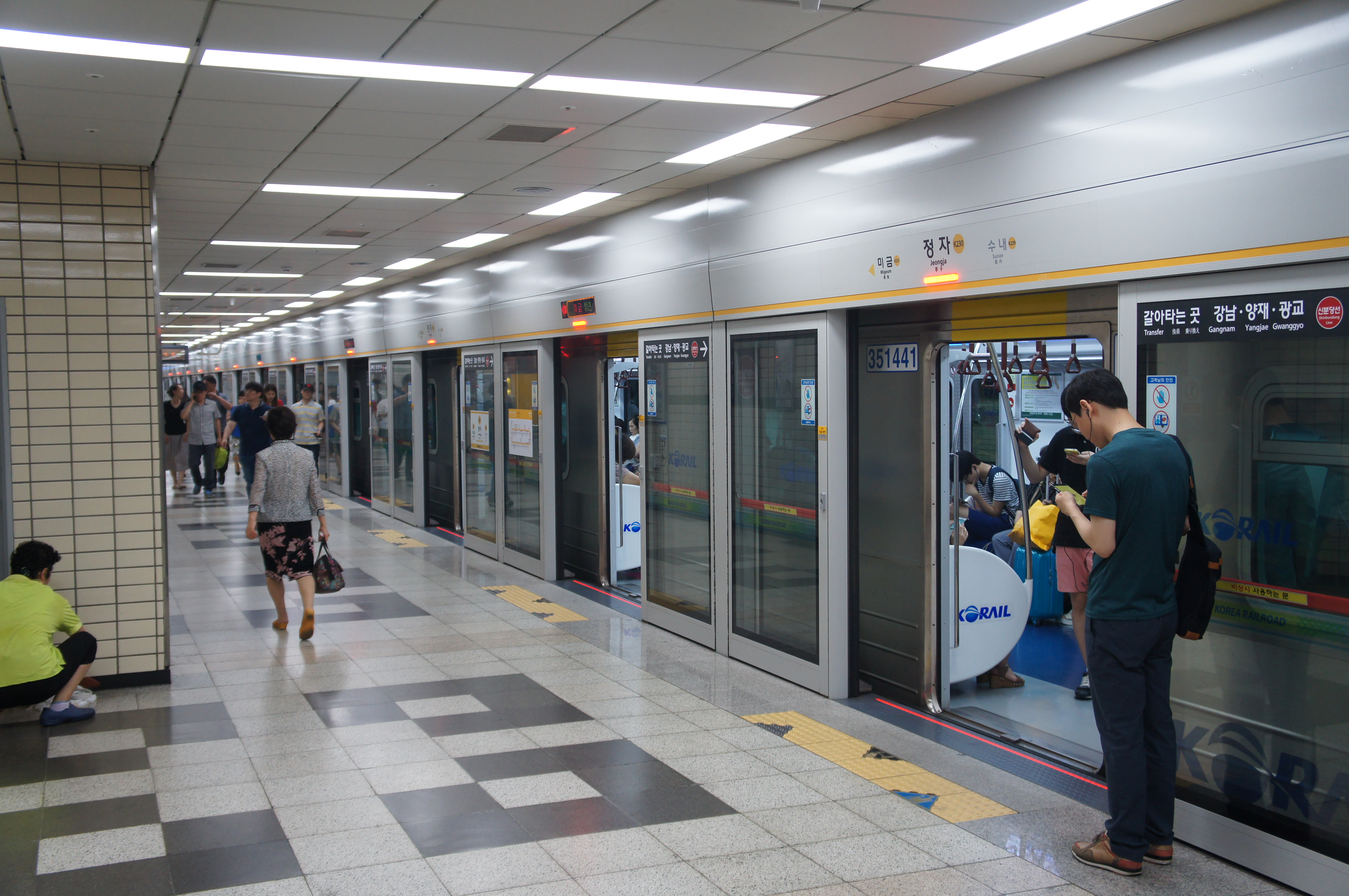
水仁・盆唐線ホーム（2016年7月24日）

### 新盆唐線
相対式ホーム2面2線を有する地下駅。保安用にホームドアシステム（フルスクリーンタイプ）を装備する。
改札口は1ヶ所ある。出入口は5番・6番の2ヶ所ある。地上 - 改札階間のエレベーターは5番出入口付近にある。
美金寄りに盆唐線への連絡線がある。2期区間開業前は新盆唐線車両の盆唐車両事務所（竹田駅の先に存在）への回送用に使用されていた。
当駅以南の新盆唐線は京畿鉄道の運営区間となるため、当駅以北と以南の区間に跨って乗車した場合、加算運賃が発生する。盆唐線は隣の美金駅でも接続しているが、江南方面から盆唐線に乗り換える際は、当駅で乗り換える方が割安となる。

#### のりば
案内上ののりば番号は設定されていない。 
| 上り | 新盆唐線 | 板橋・江南・新沙方面     |
| 下り | 新盆唐線 | 美金・水枝区庁・光教方面 |

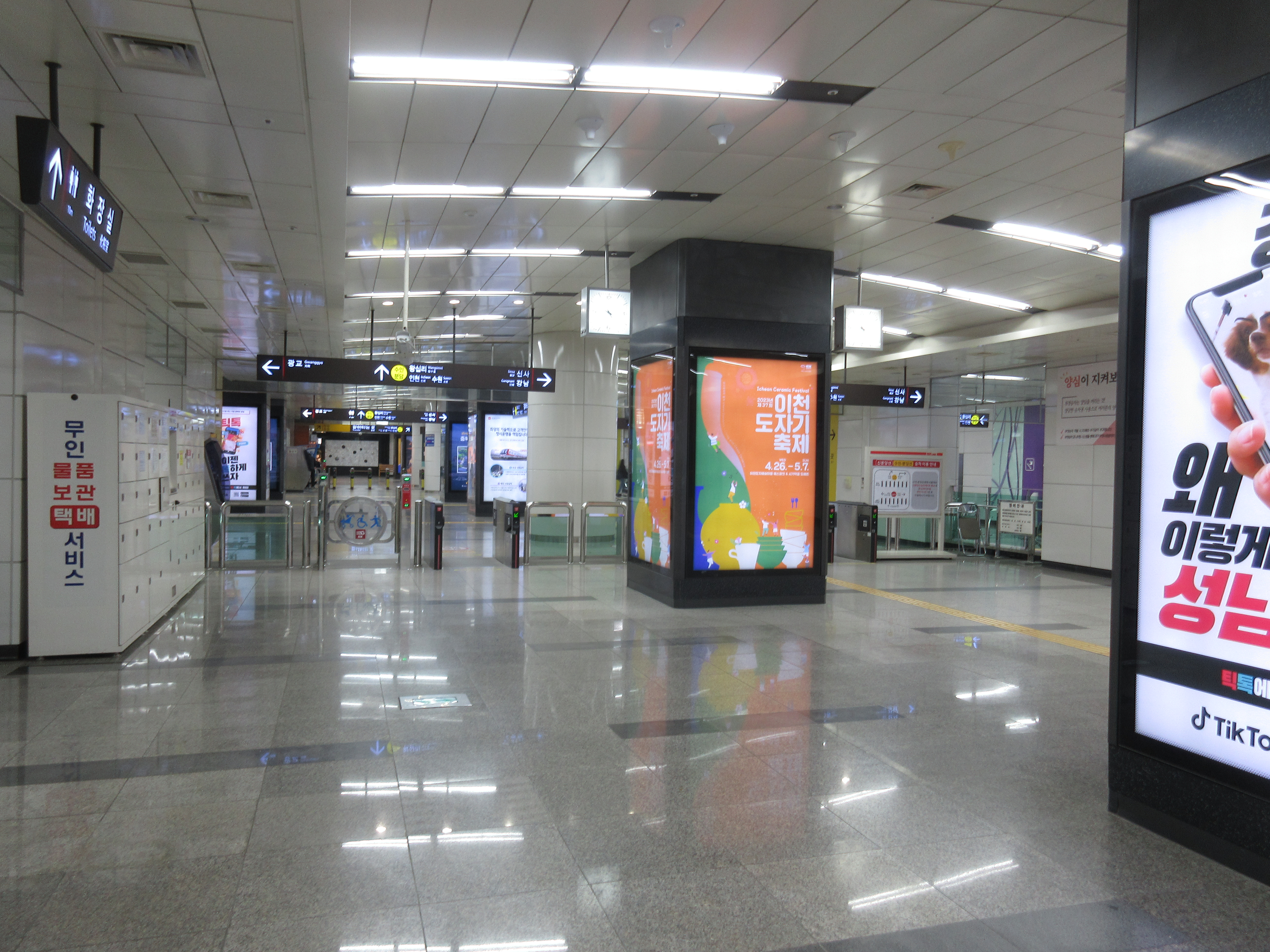
新盆唐線の改札階（2022年4月26日）
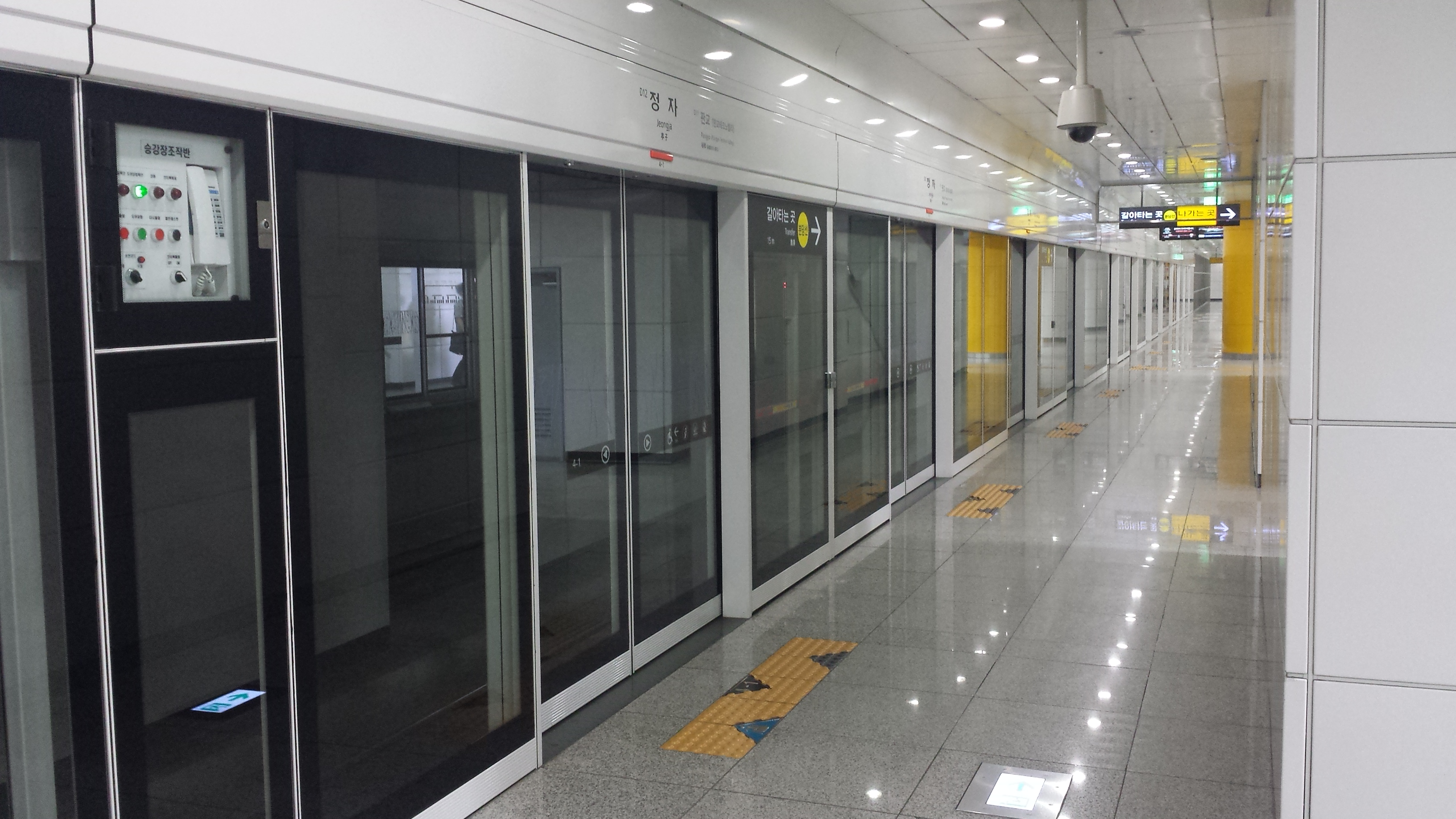
新盆唐線ホーム（2014年7月16日）

### 各路線の相互乗り換え
盆唐線はホーム北寄り（薮内側）に、新盆唐線は改札階の南寄りに連絡通路が設置されている。連絡通路の途中には乗り換え改札機が設置されている。
両線の改札階同士は繋がっていないため、盆唐線の出入口（1番 - 4番）から新盆唐線を利用する、または新盆唐線の出入口（5番・6番）から盆唐線を利用する場合、乗り換え改札機を通らなければいけなくなり、そこで新盆唐線利用の有無にかかわらず同線の加算料金を引かれることから、新盆唐線開業当初は問題となっていた。現在は、加算料金が新盆唐線降車駅で引かれるようになり、乗り換え改札機では料金を引き落とさないように変更されている。

## 利用状況
開業当時は駅周辺に何もなかったため利用人数は少なかったが、駅周辺の開発により利用人数が急激に増加した。
近年の一日平均乗車人員推移は下記の通り。
| 路線         | 路線     | 2000年 | 2001年 | 2002年 | 2003年 | 2004年 | 2005年 | 2006年 | 2007年 | 2008年 | 2009年 | 備考  |
| ------------ | -------- | ------ | ------ | ------ | ------ | ------ | ------ | ------ | ------ | ------ | ------ | ----- |
| 水仁・盆唐線 | 乗車人員 | 10,178 | 4,586  | 5,706  | 6,860  | 6,374  | 8,420  | 9,734  | 10,108 | 10,399 | 9,887  | [ 4 ] |
| 水仁・盆唐線 | 降車人員 | 6,551  | 3,466  | 5,089  | 6,224  | 6,023  | 8,442  | 10,093 | 10,525 | 11,006 | 10,429 | [ 4 ] |
| 路線         | 路線     | 2010年 | 2011年 | 2012年 | 2013年 | 2014年 | 2015年 | 2016年 | 2017年 | 2018年 | 2019年 | 備考  |
| 水仁・盆唐線 | 乗車人員 | 10,315 | 10,220 | 9,857  | 10,818 | 11,366 | 11,633 | 11,493 | 11,761 | 11,663 | 11,842 | [ 4 ] |
| 水仁・盆唐線 | 降車人員 | 10,887 | 10,825 | 10,178 | 11,280 | 11,801 | 12,134 | 11,927 | 12,183 | 12,243 | 12,537 | [ 4 ] |
| 路線         | 路線     | 2020年 |        |        |        |        |        |        |        |        |        |       |
| 水仁・盆唐線 | 乗車人員 | 9,065  |        |        |        |        |        |        |        |        |        |       |
| 水仁・盆唐線 | 降車人員 | 9,559  |        |        |        |        |        |        |        |        |        |       |

## 駅周辺
当駅は城南大路の真下に位置している。

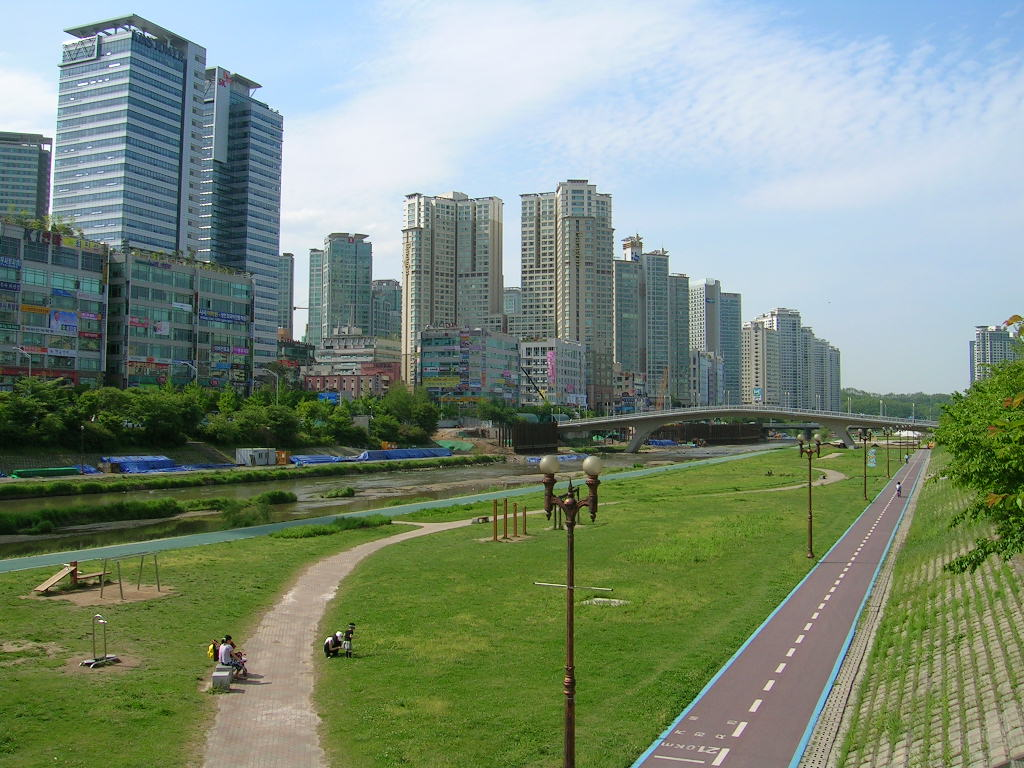
駅周辺（駅西側）を炭川から望む

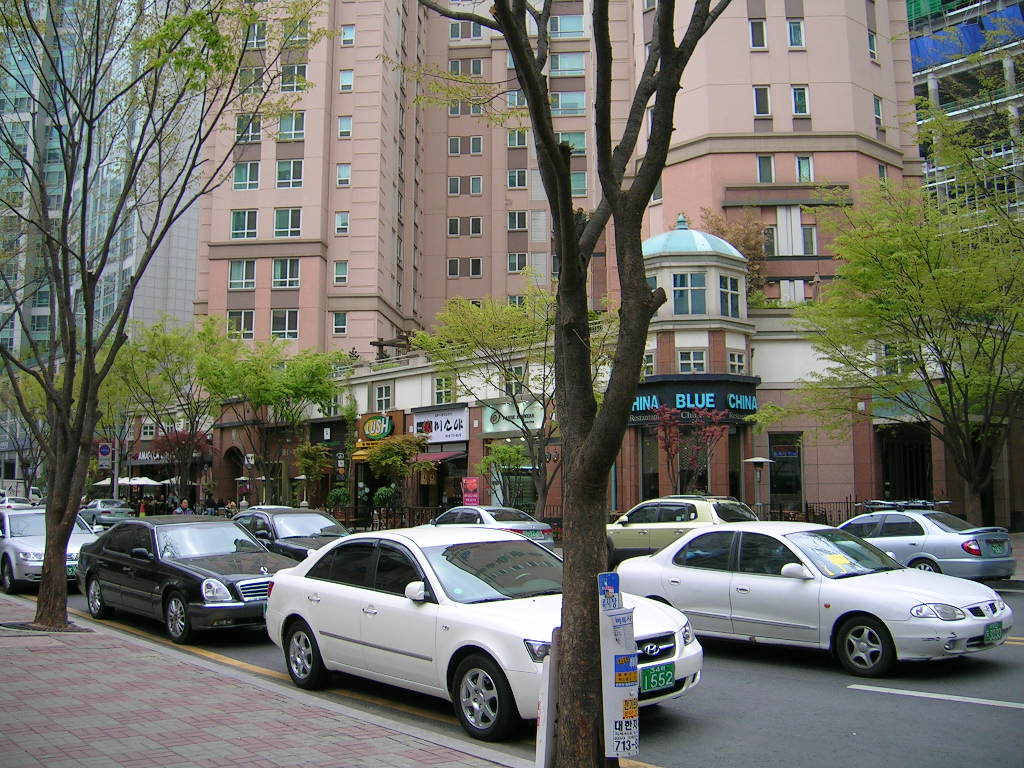
駅の西北側地域（亭子洞カフェ通り）

駅西側（3・4・5番出入口方面）はオフィスビルや高層マンションが立ち並んでいる。特に西北側には、ヨーロッパ風の住商複合ビルが林立している大変異国的な情趣の地域になっていて、韓流ドラマである恋愛時代や19歳の純情などのロケ地になったこともある。
駅東側（1・2・6番出入口方面）には炭川が流れており、越えた先には10〜25階程度の古めのアパートが立ち並んでいる。

### 駅西側（3・4・5番出入口）
- KINS TOWER
- intelli地アパート
- 柏宮郵便局
- 盆唐病院
- 盆唐警察署
- 京釜高速道路ソウル料金所（朝鮮語版）
- NHN本社 GreenFactory （NAVER・Hangame）
- 亭子洞カフェ通り
- 国立国際教育院
- PARK VIEW フィットネスセンター
- ヌルプルン高等学校（朝鮮語版）
- ABNアルム放送（朝鮮語版）
- グリーンストア（朝鮮語版）
- 栢宮Paragonアパート
- 斗山ウィーブゼニス　アパート
- 亭子洞2次プルージオアパート
- 盆唐I'PARKアパート
- Time Bridgeアパート

### 駅東側（1・2・6番出入口）
- 炭川
- ハンスル高等学校（朝鮮語版）
- 盆唐中学校（朝鮮語版）
- 亭子中学校（朝鮮語版）
- 城南新基初等学校（朝鮮語版）
- 城南市盆唐図書館（朝鮮語版）
- KT (KoreaTelecom)本社
- E-MART 盆唐店
- ヌティマウルアパート
- サンロクマウルアパート

## 隣の駅
韓国鉄道公社
 水仁・盆唐線
急行・緩行
薮内駅 (K229) - 亭子駅 (K230) - 美金駅 (K231)
新盆唐線(株)
 新盆唐線
板橋駅 (D11) - 亭子駅 (D12) - 美金駅 (D13)